# NGC 6000
NGC 6000 (również PGC 56145) – galaktyka spiralna z poprzeczką (SBbc), znajdująca się w gwiazdozbiorze Skorpiona. Odkrył ją John Herschel 8 maja 1834 roku. Jest to galaktyka z aktywnym jądrem.
W galaktyce tej zaobserwowano supernowe SN 2007ch i SN 2010as.